# کوه مکولا
کوه مکولا (به لاتین: Mount Mecula) یک رشته‌کوه در موزامبیک است که در استان نیاسا واقع شده‌است. کوه مکولا ۱٬۴۴۲ متر بالاتر از سطح دریا واقع شده‌است.